# شني
شني (بالسنسكريتية: शनि)، أو شناشجا (بالسنسكريتية: शनैश्चर)، يشير إلى التجسيد الإلهي لكوكب زحل في الهندوسية. وهو أحد الأجرام السماوية التسعة (نافاغرها) في علم التنجيم الهندوسي. شني هو أيضًا إله هندوسي ذكر في البورانات. تتكون أيقونيته (صورته) من شخصية سوداء تحمل سيفًا أو داندا (صولجان) ويجلس على كرو (غراب). إنه إله الكارما، والعدل، والانتقام، ويحقق نتائج بناءً على أفكار المرء، وكلامه، وأفعاله (الكارما). وهو المتحكم في طول العمر، والبؤس، والحزن، والشيخوخة، والانضباط، والتقييد، والمسؤولية، والتأخير، والطموح، والقيادة، والسلطة، والتواضع، والنزاهة، والحكمة التي ولدت من التجربة. كما يشير إلى الزهد الروحي، والتكفير عن الذنب، والانضباط، والعمل الضميري.

## أنظر أيضًا
- أديتي
- قائمة الآلهة الهندوسية

## روابط خارجية
- Astronomical Names for the Days of the Week, M Falk (1999)
- The God Shani or the Planet Saturn نسخة محفوظة 18 سبتمبر 2018 على موقع واي باك مشين., Iconongraphy on a column in Madurai Meenakshi Temple, British Library
- Shani Chalisa In Hindi With English PDF File نسخة محفوظة 25 أبريل 2021 على موقع واي باك مشين.